# Zauchensee
Zauchensee ist ein Ortsteil der österreichischen Marktgemeinde Altenmarkt im Pongau. Die Zauch, wie das Salzburger Tal im Pongauer Dialekt genannt wird, ist bekannt für sein Wintersportgebiet und als Austragungsort des Ski-Weltcups. Der Ortsteil erhielt seinen Namen vom gleichnamigen See am südlichen Ende des Tales. Das Tal ist Teil der Katastralgemeinde Palfen, die am 1. Jänner 1936 nach Altenmarkt eingemeindet wurde.

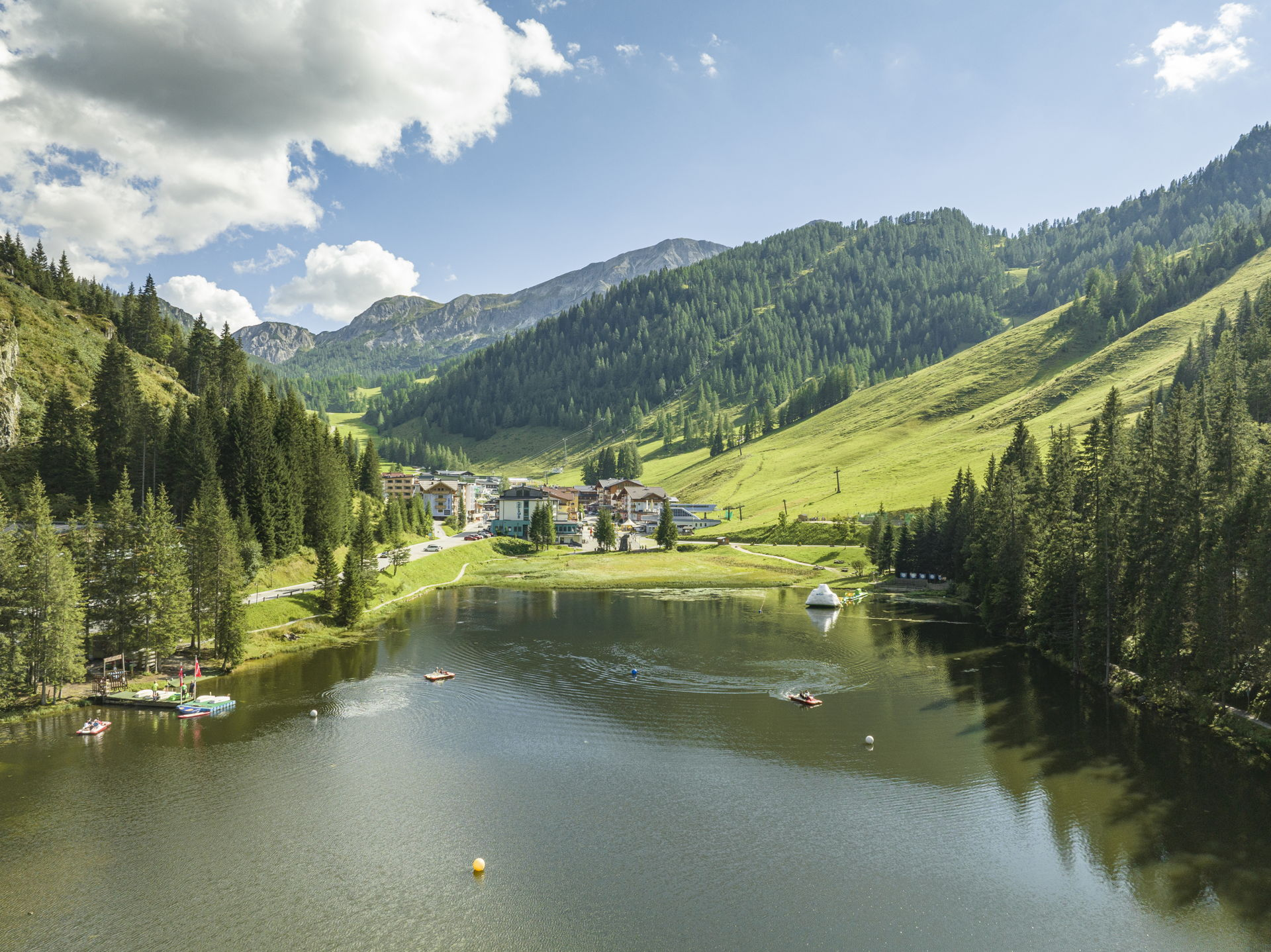
Zauchensee im Sommer von Norden

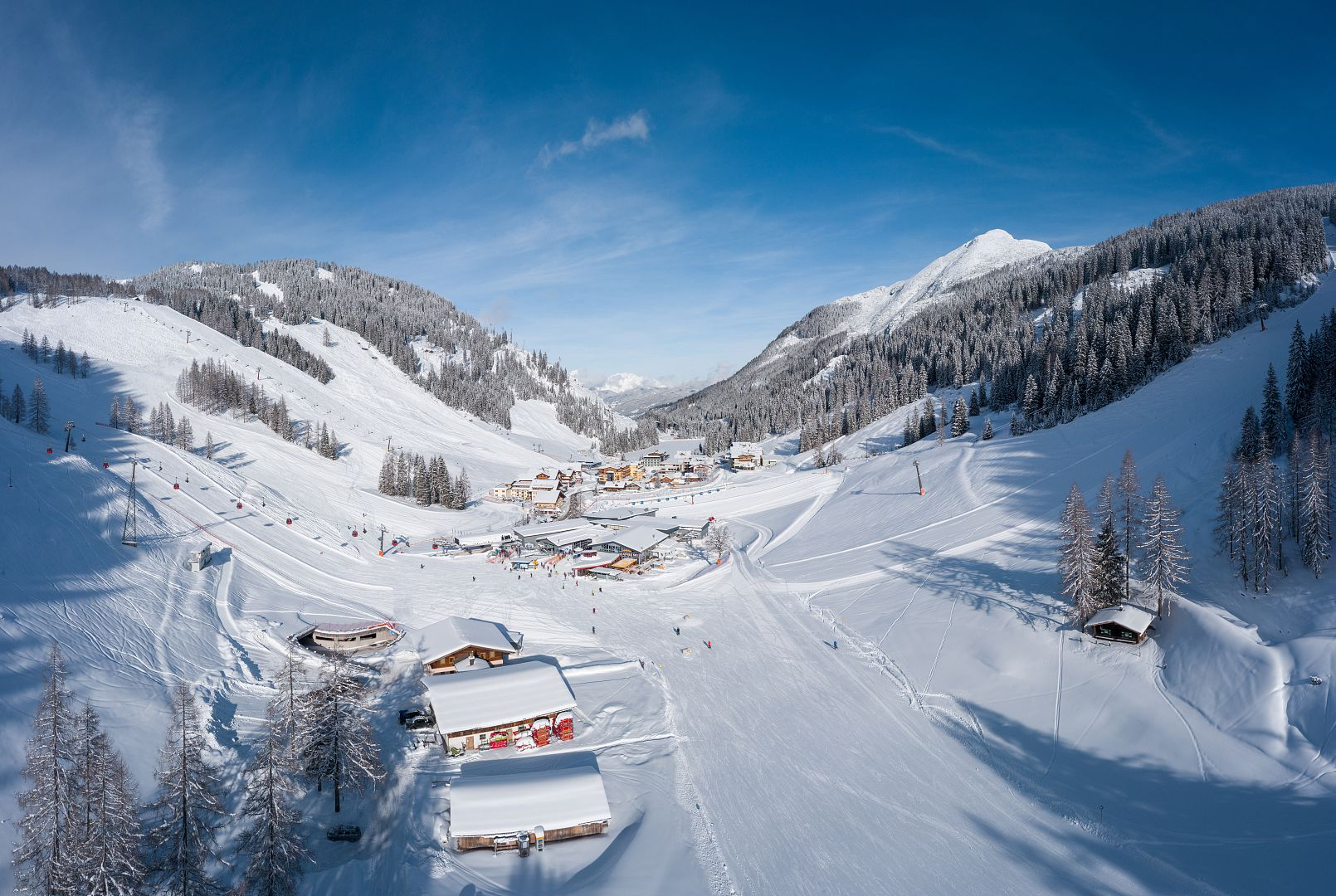
Skigebiet Zauchensee von Süden

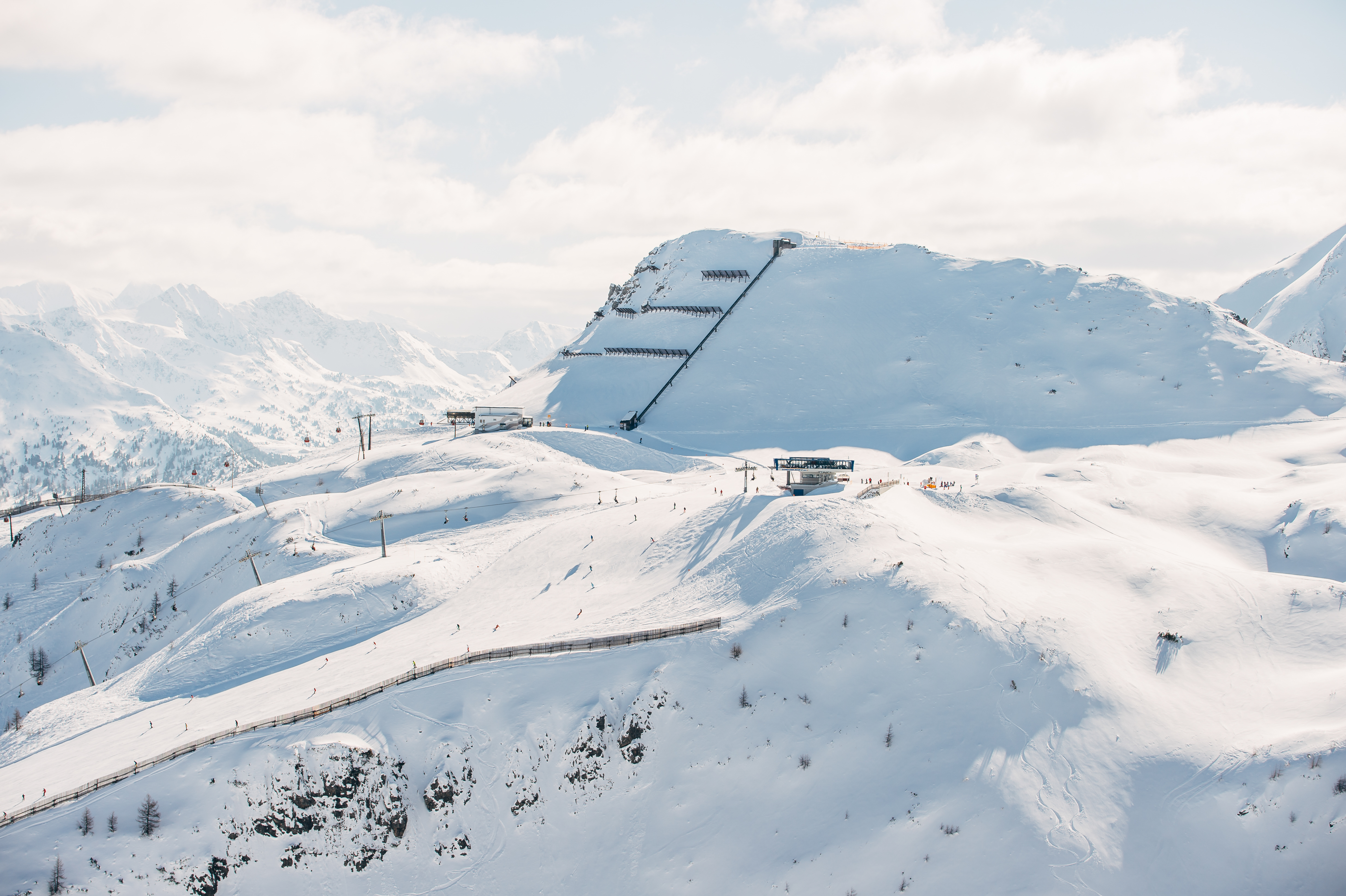
Gamskogel im Skigebiet Zauchensee von Nordwesten

## Lage
Zauchensee ist der südlichste Teil der Gemeinde Altenmarkt, der Zauchensee entwässert über den Zauchbach in die Enns. Zauchensee ist der Kern des Skigebietes mit Hotels und Skiliften. Der Ortsteil liegt zwischen 1339 m ü. A. (See Zauchensee) und 2344 m ü. A. (Steinfeldspitze).

## Geschichte
Bis zum 1. Jänner 1936 war Zauchensee Teil der damaligen Gemeinde Palfen. Palfen wurde 1936 Katastralgemeinde von Altenmarkt, mit dem „Gesetz über die Vereinigung der Ortsgemeinden Gemeinde Sinnhub und Palfen mit der Ortsgemeinde Altenmarkt und eine Grenzregelung zwischen dieser und der Ortsgemeinde Flachau im Verwaltungsbezirke St. Johann i. P.“
Das Skigebiet entstand in den 1960er-Jahren. 1964 entstand die Liftgesellschaft in Zauchensee, und der erste Schlepplift wurde im Winter 1964/65 in Betrieb genommen. Es folgten weitere Ausbauten der Skianlagen und der Verkehrsverbindung zwischen Altenmarkt und Zauchensee. 1980 wurde die Skigebietsverbindung nach Flachauwinkl und weiter nach Kleinarl geschaffen. 1989 erfolgte der Zusammenschluss mit der Liftgesellschaft Radstadt-Altenmarkt. 2006 wurde der Seekarsee als Speichersee zur Beschneiung der Ski-Pisten angelegt.

## Sport
Das Skigebiet Zauchensee-Flachauwinkl-Kleinarl hat 25 Liftanlagen und über 70 Pistenkilometer für den Freizeit- und Profisport. Mittlerweile ist Zauchensee auch Teil der 12-Peaks-Skigebietsverbindung von St. Johann/Alpendorf über Wagrain und Flachau bis nach Zauchensee mit über 210 zusammenhängenden Pistenkilometern.

### Profisport
- Ski-Weltcup: mehrere Weltcuprennen, das erste 1980 mit Abfahrt und Slalom Super-G, weitere 1980, 1988, 1990, 1994, 1998, 2000, 2004, 2009, 2011, 2014, 2016, 2017, 2020, 2022, 2024.

2002 wurde das Weltcupfinale der Herren und 2007 das Weltcupfinale der Damen in Zauchensee ausgetragen. Seit 2020 kommt der Ski-Weltcup alle zwei Jahre nach Zauchensee, im Wechsel mit St. Anton am Arlberg.
- Freestyle: Weltmeisterschaft 1993[10]
- FIS-Rennen[10]
- Europacup[11]

In den 1980ern wurden Rennen auf der Gamskogel-Ost-Abfahrt ausgetragen, seit 1990 führt die Strecke vom Gamskogel durch das Kälberloch. 2002 begann das erste Herrenrennen vom Gipfel des Gamskogel, seit 2007 starten auch die Damen von ganz oben. Die Kälberlochstrecke gilt als eine der anspruchsvollsten Strecken im Damen-Weltcup. Prominente Siegerinnen der Strecke sind unter anderem Vreni Schneider, Petra Kronberger, Renate Götschl, Michaela Dorfmeister, Julia Mancuso, Lindsey Vonn und Anja Pärson.
Mit der Kids-Trophy ist das Gebiet auch Austragungsort des größten Kinderskirennens in Europa.

### Freizeitsport
Für den Freizeitsport bietet das Skigebiet Pisten für Anfänger und Kinder, aber auch für Fortgeschrittene und Freestyle. Außerdem ist das Almgebiet im Sommer auch für Wanderer und Familien geeignet. Die Gamskogelbahn I hat auch im Sommer geöffnet und bringt die Gäste auf die Gamskogelhütte und zum Abenteuerspielplatz „Weltcup der Tiere“. Im Zauchensee selbst kann man im Sommer schwimmen gehen.

## Persönlichkeiten
Zauchensee ist die Heimat des österreichischen Ski-Weltmeisters Michael Walchhofer, der heute drei Hotels in Zauchensee leitet: den Zauchenseehof, das Hotel Zentral und das 2014 eröffnete Hotel Sportwelt.